# Épanchement péricardique
 Mise en garde médicale
L'épanchement péricardique, aussi appelé épanchement péricarditique, est une accumulation de liquide dans le péricarde (considérée comme anormale à partir de 50 mL).

## Description et symptômes
La place dans la cavité péricardique étant limitée, l'accumulation de fluide produira un accroissement de la pression intrapéricardique, ce qui peut altérer le fonctionnement du cœur.
On peut retrouver les symptômes suivants :
- douleur thoracique ;
- essoufflement ;
- hoquet.

Néanmoins, un petit épanchement peut être totalement silencieux.

## Imagerie
L'échocardiographie est l'examen de choix pour le diagnostic d'épanchement péricardique.
Un épanchement important est aussi repérable sur la radiographie thoracique de face, car il modifie la forme du cœur. La silhouette cardiopéricardique se trouve alors élargie. On peut alors parler de cœur en gourde.

## Causes
- Péricardite
- Infection virale (virus coxsackie)
- Infection
- Pathologies inflammatoires, comme le lupus ou les péricardites post-infarctus (Syndrome de Dressler)
- Cancer qui a migré jusqu'au péricarde
- Trichinellose
- Insuffisance rénale aiguë avec des niveaux excessifs d'urée dans le sang (azote).
- Minoxidil
- Hypothyroïdie
- Chirurgie cardiaque[1] et autres plaies ventriculaires notamment par arme blanche (Assassinat d'Élisabeth de Wittelsbach )

Notons que, souvent, la cause ne peut être déterminée.
En cas d'épanchement de moyenne abondance (ou plus), les causes virales sont plus rares et il faut rechercher essentiellement un cancer, une insuffisance rénale, une séquelle de radiothérapie, une hypothyroïdie.

## Traitement
Le traitement consiste avant tout en un traitement de la cause de l'épanchement et est donc dépendant de celle-ci. Des anti-inflammatoires seront recommandés si l'épanchement est important et que la cause est un lupus ou une péricardite post-infarctus (syndrome de Dressler).
Si les fonctions cardiaques sont compromises, un drainage sera effectué. Ce drainage peut être fait à l'aiguille ou de manière chirurgicale. Dans ce dernier cas, il est accompagné d'une biopsie du péricarde (prélèvement d'un petit morceau de ce tissu) permettant d'orienter le diagnostic par son examen au microscope. Le liquide péricardique peut être également analysé, à la recherche notamment d'un germe ou de cellules anormales.

### Ponction péricardique
Elle est faite par voie sous-xyphoïdienne, au lit du patient, après repérage de l'épanchement grâce à une échocardiographie. Le positionnement de l'aiguille dans le péricarde peut être confirmée, si besoin il y a, par l'injection par cette voie de micro-bulles (liquide salin agité fortement par exemple) permettant d'opacifier, à l'échographie, la cavité péricardique. Un cathéter peut alors être laissé en place et relié à une source d'aspiration, permettant d'effectuer une évacuation progressive du liquide.

### Chirurgie
Le drainage chirurgical permet d'examiner le péricarde et d'en prélever un morceau pour analyse. Un drain est laissé en place, relié à une source d'aspiration.
En cas d'épanchement récidivant et invalidant, l'ablation chirurgicale du péricarde peut être proposée, mais l'intérêt de cet acte reste discuté. Une autre option est la création d'une « fenêtre péricardique », ouverture permettant l'écoulement du liquide dans la plèvre ou le péritoine, ce qui permet d'éviter la compression du cœur.

## Complications
La complication principale est la tamponnade péricardique avec état de choc c'est-à-dire la compression des cavités cardiaques par l'épanchement. Il n'est pas nécessaire que ce dernier soit abondant pour que survienne cette complication.